# Выборы в Законодательное собрание Санкт-Петербурга (2016)
Выборы в Законодательное собрание Санкт-Петербурга шестого созыва состоялись в Санкт-Петербурге 18 сентября 2016 года в единый день голосования.

## Подготовка
Предыдущие выборы, состоявшиеся 4 декабря 2011, прошли по пропорциональной системе — депутаты избирались по партийным спискам. В итоге, при заградительном барьере в 7 %, к распределению мандатов были допущены 5 партий.
Осенью 2015 года, за год до очередных выборов, началось обсуждение избирательной системы: сохранить ли пропорциональную (все 50 депутатов избираются по партийным спискам) или ввести смешанную (25 депутатов по партийным спискам + 25 одномандатников). За введение смешанной системы выступило правительство Санкт-Петербурга, возглавляемое Георгием Полтавченко (Единая Россия). Позицию губернатора поддержали в горизбиркоме — его председатель Алексей Пучнин заявил, что, поскольку в 2016 году выборы в заксобрание будут совмещены с выборами в Госдуму, «разумно было бы сделать обе кампании похожими по процедуре» (депутаты Госдумы избираются по смешанной системе). Кроме того спикер заксобрания Вячеслав Макаров (Единая Россия) неоднократно заявлял, что смешанная система выгоднее «Единой России», а пропорциональная — оппозиции. Так весной 2013 года, когда меняли систему выборов в Государственную Думу с пропорциональной на смешанную, он поддержал это изменение.
Сохранение пропорциональной системы поддерживают депутаты «ЛДПР» и «Яблока». Так, заместитель председателя фракции «Яблоко» Борис Вишневский считает, что «главный недостаток мажоритарной системы — её непредставительность. В ней голоса, отданные за всех, кроме победителей, пропадают. При пропорциональной системе не пропадает практически ничего».
Законодательную базу для выборов депутаты действующего созыва должны определить до конца мая 2016 года. Федеральное законодательство разрешает в городах федерального значения до 100 % депутатов избирать в одномандатных округах.
17 февраля 2016 года Законодательным собранием Санкт-Петербурга был принят закон «О выборах депутатов Законодательного Собрания Санкт-Петербурга» № 81-6, согласно статье 3 которого выборы в Законодательное собрание Санкт-Петербурга проводятся по смешанной избирательной системе: 25 депутатов избираются по мажоритарной системе (одномандатным округам) и 25 депутатов — по пропорциональной системе (пропорционально числу голосов, поданных за списки кандидатов, выдвинутых избирательными объединениями).
Постановлением Законодательного собрания Санкт-Петербурга «О назначении выборов депутатов Законодательного Собрания Санкт-Петербурга шестого созыва», опубликованным 20 июня 2016 года, выборы назначены на 18 сентября 2016 года.
11 августа 2016 года городская избирательная комиссия не допустила список партии «Парнас» к участию в выборах в Законодательное собрание Санкт-Петербурга, признав недействительными 444 подписи (11,7 %).
По итогам жеребьёвки, проведённой 12 августа в горизбиркоме, были определены места партий в бюллетене: 1."Единая Россия", 2."Партия роста", 3.ЛДПР, 4."Справедливая Россия", 5."Яблоко", 6.КПРФ.
В августе 2016 года решения горизбиркома об отказе в регистрации списков партий ПАРНАС, РОТ Фронт и Коммунисты России были отменены Центральной избирательной комиссией. 23 августа было сообщено, что Коммунисты России официально допущены до выборов, а в бюллетене для голосования Коммунисты России будут находиться под номером восемь. К выборам в Законодательное собрание Санкт-Петербурга в 2016 году допущено 9 партий: «Единая Россия», «Партия роста», ЛДПР, «Справедливая Россия», «Яблоко», КПРФ, «Партия народной свободы», РОТ Фронт и Коммунисты России.

## Ключевые даты
- 15 июня Законодательное собрание Санкт-Петербурга назначило выборы на 18 сентября 2016 года (единый день голосования)[10].
  - 20 июня постановление о назначении выборов было опубликовано в СМИ[11].
- 21 июня Санкт-Петербургская избирательная комиссия утвердила календарный план мероприятий по подготовке и проведению выборов[11].
- с 24 июня по 2 августа — период выдвижения и представления документов для регистрации кандидатов и списков[11].
  - агитационный период начинается со дня выдвижения и заканчивается и прекращается за одни сутки до дня голосования[11].
- с 20 августа по 16 сентября — период агитации в СМИ[11].
- 17 сентября — день тишины[11].
- 18 сентября — день голосования.

## Участники
5 политических партий получили право быть допущенными к выборам без сбора подписей избирателей:
- Единая Россия
- Коммунистическая партия Российской Федерации
- Справедливая Россия
- ЛДПР — Либерально-демократическая партия России
- Яблоко

### Выборы по партийным спискам
По единому округу партии выдвигали списки кандидатов. Для регистрации выдвигаемого списка партиям требовалось собрать от 18 931 до 20 824 подписей избирателей (0,5 % от числа избирателей).
| 1 | Единая Россия                          | Макаров • Мартемьянова • Тугов • Тетердинко • Кутепов | 25 | 69 | зарегистрирован                                                        |
| 2 | Партия Роста                           | Дмитриева • Резник • Трохманенко • Петухова           | 25 | 30 | зарегистрирован                                                        |
| 3 | ЛДПР                                   | Жириновский • Капитанов • Яковлев                     | 25 | 61 | зарегистрирован                                                        |
| 4 | Справедливая Россия                    | Миронов • Нилов • Ковалёв • Тихонова • Логунова       | 25 | 50 | зарегистрирован                                                        |
| 5 | Яблоко                                 | Вишневский • Амосов                                   | 25 | 35 | зарегистрирован                                                        |
| 6 | КПРФ                                   | Ходунова • Иванова • Рассудов • Клочкова • Бороденчик | 25 | 66 | зарегистрирован                                                        |
| 7 | ПАРНАС                                 | Пивоваров • Грязневич                                 | 21 | 23 | зарегистрирован                                                        |
| 8 | Коммунисты России                      | Малинкович                                            | 25 | 76 | регистрация отменена судом                                             |
| 9 | Российский Объединённый Трудовой Фронт | Маленцов • Лисицына • Кузьмин • Соловьёв • Захаров    | 25 | 31 | зарегистрирован                                                        |
| — | Партия Великое Отечество               | Стариков • Петрова • Голубев                          | 25 | 32 | отказано в регистрации (выявлено более 10 % недействительных подписей) |
| — | Родина                                 | Петров • Спивачевский • Герасимов • Матус • Хитров    | 25 | 29 | отказано в регистрации (выявлено более 10 % недействительных подписей) |
| — | Патриоты России                        | Корякин • Стародубцев • Работа                        | 16 | 19 | отказано в регистрации (не представлены документы для регистрации)     |
| — | Партия за справедливость!              | Смехов • Орлов • Свиридова • Полянская • Трофимов     | 25 | 30 | отказано в регистрации (выявлено более 10 % недействительных подписей) |
| — | Союз Труда                             | Артюхин • Шиянов • Пронин • Филиппов • Любина         | 19 | 24 | отказано в регистрации (не представлены документы для регистрации)     |
| *Региональная группа соответствует одному одномандатному округу и должна включать от 1 до 3 кандидатов. Региональных групп должно быть от 13 до 25. |                                        |                                                       |    |    |                                                                        |
| **Без учёта выбывших кандидатов. |                                        |                                                       |    |    |                                                                        |

### Выборы по округам
По 25 одномандатным округам кандидаты выдвигались как партиями, так и путём самовыдвижения. Кандидатам требовалось собрать 3 % подписей от числа избирателей соответствующего одномандатного округа.
| Партия | Партия                                       | Кандидатов | Кандидатов       |
| Партия | Партия                                       | Выдвинуто  | Зарегистрировано |
| ------ | -------------------------------------------- | ---------- | ---------------- |
|        | Гражданская Платформа                        | 1          | 0                |
|        | Единая Россия                                | 24         | 24               |
|        | Коммунистическая партия Российской Федерации | 25         | 25               |
|        | Коммунисты России                            | 2          | 0                |
|        | ЛДПР                                         | 24         | 24               |
|        | Партия за справедливость!                    | 2          | 0                |
|        | Партия народной свободы                      | 3          | 0                |
|        | Партия Роста                                 | 19         | 5                |
|        | Патриоты России                              | 11         | 0                |
|        | Родина                                       | 10         | 0                |
|        | Российский Объединённый Трудовой Фронт       | 1          | 0                |
|        | Справедливая Россия                          | 25         | 24               |
|        | Яблоко                                       | 25         | 25               |
|        | Самовыдвижение                               | 69         | 6                |
| Всего  | Всего                                        | 241        | 134              |

## Данные экзит-полов
По данным экзит-пола от «Института современного государственного развития» на выборах в петербургский ЗакС лидирует «Единая Россия» с 45,2 %, второе место заняла партия «Яблоко» с 11,5 %. Далее следуют ЛДПР и КПРФ с 11,1 %, «Партия Роста» (8,2 %), «Справедливая Россия» (7,8 %), ПАРНАС (3,9 %), «Рот-Фронт» (1,2 %).

## Результаты
| Место                      | Место                      | Партия                     | по единому округу | по единому округу | по единому округу | по одно- мандатным округам | всего         | всего |
| Место                      | Место                      | Партия                     | Голоса            | %                 | Получено мест     | Получено мест              | Получено мест | %     |
| -------------------------- | -------------------------- | -------------------------- | ----------------- | ----------------- | ----------------- | -------------------------- | ------------- | ----- |
|                            | 1.                         | «Единая Россия»            | 507 770           | 41,25 %           | 12                | 24                         | 36            | 72 %  |
|                            | 2.                         | ЛДПР                       | 152 662           | 12,40 %           | 3                 | 0                          | 3             | 6 %   |
|                            | 3.                         | КПРФ                       | 138 538           | 11,26 %           | 3                 | 0                          | 3             | 6 %   |
|                            | 4.                         | Партия Роста               | 131 957           | 10,72 %           | 3                 | 0                          | 3             | 6 %   |
|                            | 5.                         | «Яблоко»                   | 120 242           | 9,77 %            | 2                 | 0                          | 2             | 4 %   |
|                            | 6.                         | «Справедливая Россия»      | 112 014           | 9,10 %            | 2                 | 1                          | 3             | 6 %   |
|                            |                            |                            |                   |                   |                   |                            |               |       |
|                            | 7.                         | ПАРНАС                     | 25 939            | 2,11 %            | 0                 | —                          | 0             | 0 %   |
|                            | 8.                         | «РОТ Фронт»                | 9611              | 0,78 %            | 0                 | —                          | 0             | 0 %   |
|                            |                            | Самовыдвижение             | —                 | —                 | —                 | 0                          | 0             | 0 %   |
| Недействительные бюллетени | Недействительные бюллетени | Недействительные бюллетени | 32 135            | 2,61 %            |                   |                            |               |       |
| Всего                      | Всего                      | Всего                      | 1 230 868         | 100 %             | 25                | 25                         | 50            | 100 % |

## Депутаты VI созыва
26 сентября 2016 года избранные депутаты Законодательного собрания Санкт-Петербурга шестого созыва получили удостоверения.
1. Авдеев, Юрий Васильевич (одномандатный округ № 23, «Единая Россия»)
2. Амосов, Михаил Иванович (единый округ, «Яблоко»)
3. Анохин, Андрей Юрьевич (одномандатный округ № 12, «Единая Россия»)
4. Барышников, Михаил Иванович (одномандатный округ № 19, «Единая Россия»)
5. Бочков, Юрий Павлович (одномандатный округ № 24, «Единая Россия»)
6. Ваймер, Александр Александрович (единый округ, «Единая Россия»)
7. Васильев, Андрей Валентинович (одномандатный округ № 16, «Единая Россия»)
8. Вишневский, Борис Лазаревич (единый округ, «Яблоко»)
9. Высоцкий, Игорь Владимирович (одномандатный округ № 9, «Единая Россия»)
10. Гладунов, Юрий Николаевич (единый округ, «Единая Россия»)
11. Горшечников, Андрей Алексеевич (одномандатный округ № 13, «Единая Россия»)
12. Дмитриева, Оксана Генриховна (единый округ, «Партия Роста»)
13. Дроздов, Анатолий Владимирович (одномандатный округ № 6, «Единая Россия»)
14. Егоров, Александр Борисович (одномандатный округ № 5, «Справедливая Россия»)
15. Егорова, Любовь Ивановна (одномандатный округ № 22, «Единая Россия»)
16. Зеленков, Павел Геннадьевич (одномандатный округ № 21, «Единая Россия»)
17. Иванова, Ирина Владимировна (единый округ, КПРФ)
18. Ивченко, Борис Павлович (одномандатный округ № 15, «Единая Россия»)
19. Капитанов, Олег Александрович (единый округ, ЛДПР)
20. Киселева, Елена Юрьевна (одномандатный округ № 25, «Единая Россия»)
21. Ковалёв, Алексей Анатольевич (единый округ, «Справедливая Россия»)
22. Коваль, Роман Олегович (единый округ, «Единая Россия»)
23. Кутепов, Андрей Викторович (единый округ, «Единая Россия»)
24. Кущак, Александр Иванович (одномандатный округ № 8, «Единая Россия»)
25. Макаров, Алексей Алексеевич (одномандатный округ № 20, «Единая Россия»)
26. Макаров, Вячеслав Серафимович (одномандатный округ № 3, «Единая Россия»)
27. Мартемьянова, Юлия Александровна (единый округ, «Единая Россия»)
28. Мельникова, Анастасия Рюриковна (единый округ, «Единая Россия»)
29. Назарова, Галина Николаевна (одномандатный округ № 14, «Единая Россия»)
30. Никешин, Сергей Николаевич (одномандатный округ № 18, «Единая Россия»)
31. Никольский, Евгений Владимирович (единый округ, «Единая Россия»)
32. Носов, Владимир Николаевич (единый округ, «Единая Россия»)
33. Погорелов, Михаил Алексеевич (одномандатный округ № 11, «Единая Россия»)
34. Рассудов, Александр Николаевич (единый округ, КПРФ)
35. Рахова, Елена Алексеевна (одномандатный округ № 7, «Единая Россия»)
36. Резник, Максим Львович (единый округ, «Партия Роста»)
37. Сергеева, Вера Владимировна (единый округ, «Единая Россия»)
38. Соловьев, Сергей Анатольевич (одномандатный округ № 1, «Единая Россия»)
39. Сысоев, Виктор Игоревич (единый округ, ЛДПР)
40. Тетердинко, Александр Павлович (единый округ, «Единая Россия»)
41. Тихонова, Надежда Геннадьевна (единый округ, «Справедливая Россия»)
42. Трохманенко, Сергей Владимирович (единый округ, «Партия Роста»)
43. Тугов, Дмитрий Борисович (единый округ, «Единая Россия»)
44. Ходосок, Александр Владимирович (одномандатный округ № 10, «Единая Россия»)
45. Ходунова, Ольга Архиповна (единый округ, КПРФ)
46. Цивилёв, Алексей Николаевич (единый округ, «Единая Россия»)
47. Чебыкин, Константин Александрович (одномандатный округ № 4, «Единая Россия»)
48. Четырбок, Денис Александрович (одномандатный округ № 17, «Единая Россия»)
49. Щербакова, Мария Дмитриевна (одномандатный округ № 2, «Единая Россия»)
50. Яковлев, Максим Эдуардович (единый округ, ЛДПР)

Отказались от получения мандатов по партийным спискам Виталий Валентинович Милонов («Единая Россия»), Владимир Вольфович Жириновский (ЛДПР), Олег Анатольевич Нилов («Справедливая Россия»), Сергей Михайлович Миронов («Справедливая Россия»).